# 정상기
정상기(鄭相 驥, 1678년 ~ 1752년 9월 12일(음력 8월 5일))는 조선 시대 후기의 지도 제작자이며 지리학자, 실학자, 만학도이다. 성호 이익의 4대 제자중의 한사람이다. 자(字)는 여일(汝逸) 호(號)는 농포(農圃)이다. 〈동국대지도〉와 〈팔도분도〉를 만들었다. 특히 〈동국대지도〉는 한국 지도사에서 매우 중요시되는 지도로서, 김정호의 대동여지도 등에 영향을 끼쳤다. 그의 아들 정항령과 손자 정원림을 거쳐 증손자인 정수영도 뛰어난 지도 제작자였다. 학역재 정인지의 8대손이며 장정공 정숭조(鄭崇祖)의 7대손이다. 성호 이익의 문인이다.

## 생애
농포 정상기는 1678년에 태어났다. 그러나 일곱 살때 아버지를 여의고 가세도 기울어졌고 몸이 약하여 병환에 걸렸으므로 과거(科擧)를 단념하고 뜻을 학문 연구에 두었다.
그는 어려서부터 고상(高尙)한 마음과 뜻을 가지고 원대한 포부로 학문에 매진하였으며 반드시 옛 성현(聖賢)들과 같이 학문을 깊고 원대하게 탐구할 것을 마음속에 스스로 기약하고 조용히 들어 앉아 많은 책을 읽었다. 뒤늦게 자신보다 3년 연하인 성호 이익(星湖李瀷)에게 가르침을 청해 그의 문인이 된다. 이익을 통해 농포는 퇴계 이황, 남명 조식에게 뿌리를 둔 남인 성리학과 실학 사상을 수학하였다.
성호 이익의 제자들 중 이름난 제자의 한 사람이며 경세치용학파(經世致用學派)가 이때에 이르러 절정을 이루었는데 공은 특히 지리학자의 대표적인 인물이 되었다.
또 그가 어느날 지인에게 말하시기를 "선비가 비록 궁하게 되어도 뜻을 굽히면 안된다"고 하시더니 과연 백성을 다스리고 군사(軍士)를 다스리는 것과 산천(山川) 경제(經濟) 성곽(城郭) 차갑(車甲)이하 의약(醫藥) 기계(機械) 잠적(蚕績) 농경(農耕)등 사람이 생각할 수 있고 말로 열거할 수 있는 것은 못하는 것이 없어 국민생활을 크게 도울 방안을 설명하였다. 또한 사람들에게 점을 치고 문자를 써서 사람의 마음을 혼란케 하는 것은 못하도록 권고하였다. 그리고 높은 선비들이 입던 웃옷의 제작법을 잃어가고 있으므로 공이 그 문헌을 살펴 원본대로 제작하여 입도록 하였다.
오랫동안 조선을 여행, 8도 전국(全國)을 답사하고 과학적(科學的)인 백리척(百里尺)의 축척법(縮尺法)을 이용하여 팔도도(八道圖)를 도별로 제작해 거기에다 역대의 국경변천역사와 군현(郡縣)의 연혁(沿革)과 관방(關防)의 성곽(城郭) 해로(海路) 궁실(宮室)등에 대한 변천을 기술했으며 그리고 사람들에게 수행(修行) 섭양(攝養) 근업(勤業)의 3조목을 들어 가르쳤다.
아들 겸재 정항령(恒齡)이 영조를 시종(侍從)하였던 추은(推恩)으로 말년에 특별히 통정대부 행첨지중추부사(通政大夫行僉知中樞府事)의 벼슬을 가자(加資)받았다. 저서로는 인자비감(人子備鑑), 농포문답(農圃問答), 심의설(深衣設), 도검편(鞱鈐篇), 향거요람(鄕居要覽), 치군요람(治郡要覽), 작품으로는 동국여지도(東國與地圖) 등을 남겼다. 1752년(영조 28년) 8월 5일 향년 75세로 타계하였다. 묘비문은 성호 이익이 찬하였다.

## 저서 및 작품

### 저서
- 인자비감(人子備鑑)
- 농포문답(農圃問答)
- 심의설(深衣設)
- 도검편(鞱鈐篇)
- 향거요람(鄕居要覽)
- 치군요람(治郡要覽)

### 작품
- 동국여지도
- 동국대지도

## 가족 관계
- 차남 : 정항령(鄭恒齡, 1700년 ~ ?) - 정상기의 동국대지도를 완성하여 조선 영조에게 봉헌하였다.
- 아들이 영조평씨이고, 조상은 도평군이다.
- 경종평씨는 소생이 전무하고 영조 평씨의 아들이 사도세자이다.

## 평가
임진왜란 이후 사라진 조선의 지도제작(地圖製作)을 부흥시키는데 공헌하였다.

## 기타
아들 정항령 등도 조선의 실학자이자 성리학자, 지도 제작자였다.

## 같이 보기
| - 김정호 - 정항령 - 신윤복 - 정후조 - 동국대지도 - 정숭조 - 정인지 - 하동군부인 - 실학 | - 동국대지도 - 대동여지도 - 이익 - 안정복 - 신후담 |

## 참고 문헌
- 星湖文集
- 治郡要覽